# WikiLeaks
A WikiLeaks (ejtsd: vikilíksz) nemzetközi nonprofit szervezet, amely – etikátlan, törvénytelen  esetet vagy folyamatokat leleplező –  kiszivárogtatott kormányzati és egyéb dokumentumokat publikál az Interneten, miközben forrásainak névtelenséget biztosít. A weboldal 2006-ban indult, a The Sunshine Press működtetésében. A WikiLeaks azt állítja, hogy kínai disszidensek, újságírók, matematikusok és új alapítású cégek szakemberei voltak az alapítói, akik az Egyesült Államokból, Európából, Tajvanról, Ausztráliából és Dél-Afrikából érkeztek a szervezethez. Eredetileg Svédország volt az alapítás helyszíne, a nyilvános arca pedig Julian Assange ausztrál exhacker.
Az oldal adatbázisa a munkatársak szerint egy évvel az indulása után 1,2 millió dokumentumot tartalmazott. Az eddig legnagyobb visszhangot keltett kiszivárogtatott anyagok a csaknem 92 000 katonai és egyéb titkos dokumentum az afganisztáni háborúval kapcsolatban, a „Collateral Murder” videófelvétel, a közel 400 ezer titkos katonai jelentés, amely az iraki háború során keletkezett, és a 250 000, amerikai diplomaták által küldött különféle üzenet.
A diplomáciai üzenetek kiszivárogtatása után az Amerikai Egyesült Államok kormánya hajtóvadászatot indított a WikiLeaks ellen, valamint a Visa, a MasterCard és a PayPal megtagadta a nekik szánt adományok továbbítását. Ugyanebben az időben a svéd ügyészség nemzetközi körözést adott ki Assange ellen, állítólagos szexuális bűncselekmények elkövetésére hivatkozva.
A pénzügyi blokád miatt 2011. október 24-én Assange bejelentette a portál leállását.

## Jelentősebb kiszivárogtatások

### Magyar vonatkozású kiszivárogtatások
23 diplomáciai táviratot hozott nyilvánosságra a Wikileaks a 2006 és 2010 közötti időszakból. A közzétett dokumentumokból kiderül, hogy az Amerikai Egyesült Államok komoly érdeklődést mutatott a magyar nukleáris energia bővítése, valamint a nanotechnológiai fejlesztések iránt, továbbá megtudható, melyek voltak a 2012. január végi londoni Afganisztán-konferencia főbb témái, és hogy mi volt a magyar kormány álláspontja különféle külpolitikai kérdésekről, így Afganisztán, Pakisztán, Irán, Jemen, Szomália, vagy Bosznia-Hercegovina megítéléséről. Az amerikai táviratokból kitűnik továbbá, hogy Magyarország és az Egyesült Államok között folyamatos az egyeztetés az afganisztáni háborút illetően. Több üzenet az amerikai külpolitikai döntések magyar visszhangjáról számol, így például arról, hogy támogatásunkról biztosítottuk a Kubával, az Iránnal, vagy az afgán hadsereg megerősítésével kapcsolatos amerikai politikát.

### Afganisztáni dokumentumok
2010. július 30-án a média beszámolt arról, hogy a Wikileaks egy titkosított fájlt is nyilvánosságra hozott az afganisztáni dokumentumokkal kapcsolatban. Az „insurance file” 1,4 GB és AES-256-titkosított, az SHA-1 ellenőrzőösszege cce54d3a8af370213d23fcbfe8cddc8619a0734c.
Széles körben elterjedt a legfőbb médiumokban az a feltételezés, hogy az adatbázis olyan, nagy mennyiségű további dokumentumokat tartalmaz, amelyeket az Amerikai Egyesült Államok kormánya nem szeretne a nyilvánossággal ismertetni. Feltételezik, hogy a portál ezzel szeretné megelőzni az amerikai kormány vele szembeni esetleges támadásait, ugyanis a jelszó nyilvánosságra hozatala esetén bárki hozzáfér majd a dokumentumokhoz, aki letöltötte a fájlt.